# Мхово (Великопольське воєводство)
Мхово (пол. Mchowo, нім. Moosfeld) — село в Польщі, у гміні Баб'як Кольського повіту Великопольського воєводства.
Населення — 204 особи (2011).
У 1975-1998 роках село належало до Конінського воєводства.

## Демографія
Демографічна структура станом на 31 березня 2011 року:
|          | Загалом | Допрацездатний вік | Працездатний вік | Постпрацездатний вік |
| -------- | ------- | ------------------ | ---------------- | -------------------- |
| Чоловіки | 101     | 21                 | 65               | 15                   |
| Жінки    | 103     | 20                 | 57               | 26                   |
| Разом    | 204     | 41                 | 122              | 41                   |